# The Georgia Scorcher
The Georgia Scorcher in Six Flags Over Georgia (Austell, Georgia, USA) ist eine Stahlachterbahn vom Modell Stand-Up Coaster des Herstellers Bolliger & Mabillard, die im Mai 1999 als bisher weltweit letzte Stand-Up-Achterbahn eröffnet wurde.

## Beschreibung
Die 914,4 m lange Strecke erreicht eine Höhe von 32,6 m mit einer 30,8 m hohen Abfahrt, auf der sie eine Höchstgeschwindigkeit von 86,9 km/h erreicht. Die Fahrtzeit beträgt 1:24 Minuten, in der der Zug durch zwei Inversionen fährt: einen 24,7 m hohen Looping und einen Korkenzieher. Dabei entwickeln sich 4 g.

## Züge
The Georgia Scorcher besitzt zwei Züge mit jeweils acht Wagen. In jedem Wagen können vier Personen (eine Reihe) Platz nehmen. Als Rückhaltesystem kommen Schulterbügel zum Einsatz.